# Kasjan z Nantes
Kasjan z Nantes (ur. 14 stycznia 1607 we Francji, zm. 5 sierpnia 1638 w Gonder) – misjonarz, zakonnik Braci Mniejszych Kapucynów, męczennik, błogosławiony Kościoła katolickiego.
Kasjan był synem Portugalczyków: Jana Lopeza-Netto i Guyonne d’Almeras. Pracował z ludźmi cierpiącymi, szczególnie dotkniętymi chorobami. 
Wraz z bł. Agataniołem z Vendôme został ukamienowany w Abisynii, w mieście Gonder. 
Kościół katolicki dołączył ich do grona swoich błogosławionych 27 kwietnia 1905. Został beatyfikowany przez Piusa X.
Wspomnienie liturgiczne bł. Kasjana w Kościele katolickim obchodzone jest 7 sierpnia.